# Tolus appalachius
Genre
Espèce
Tolus appalachius, unique représentant du genre Tolus, est une espèce d'opilions laniatores de la famille des Phalangodidae.

## Distribution
Cette espèce est endémique du Tennessee aux États-Unis. Elle se rencontre à Monteagle dans les grottes Wonder Cave et Crystal Cave.

## Description
La femelle holotype mesure 2,7 mm.

## Étymologie
Son nom d'espèce lui a été donné en référence au lieu de sa découverte, les Appalaches.

## Publication originale
- Goodnight & Goodnight, 1942 : « New Phalangodidae (Phalangida) from the United States. » American Museum Novitates, no 1188, p. 1–18 (texte intégral).